# Саша Блондер
Саша (Олександр) Блондер (27 травня 1909, Чортків, нині Україна — 14 червня 1949, Париж, Франція) — польсько-французький художник-авангардист єврейського походження.

## Життєпис
Саша Блондер народився 27 травня 1909 року в місті Чорткові.
Закінчив Краківську академію мистецтв, факультет архітектури Паризької школи витончених мистецтв (1932).
У 1926 році перший візит до Парижу.
У 1930 році Саша Блондер отримує стипендію та переїжджає в Париж.
Помер 14 червня 1949 року.

## Творчість
У 1932 році в якості протесту щодо консерватизму викладання в мистецькій академії, разом з Леопольдом Левицьким та Станіславом Осостовичем створюють радикальну художню групу.
У 1933—1937 роках учасник виставок Краківської групи.
У 1933, 1936 роках виставки Краківської групи у Львові.
У 1935 році викладач сценографії та режисури в дитячому театрі Єврейської загальноосвітньої школи в м. Бєльськ.
У 1936 році переїзд до Варшави.
У 1932—1937 роках учасник виставок Групи сучасних художників пластиків у Варшаві.
У 1937 році персональна виставка у Варшаві.
У 1937 році виключення з Профсоюзу польських художників через політичну діяльність.
У 1937 році переїзд в Париж разом з дружиною художницею Бертою Грюнберг.
Належав до групи Artistes Méridionaux у Тулузі. Під час Другої світової війни був учасником французького руху опору.
У 1945—1949 — роботи виставлялись в багатьох містах Франції.

## Галерея

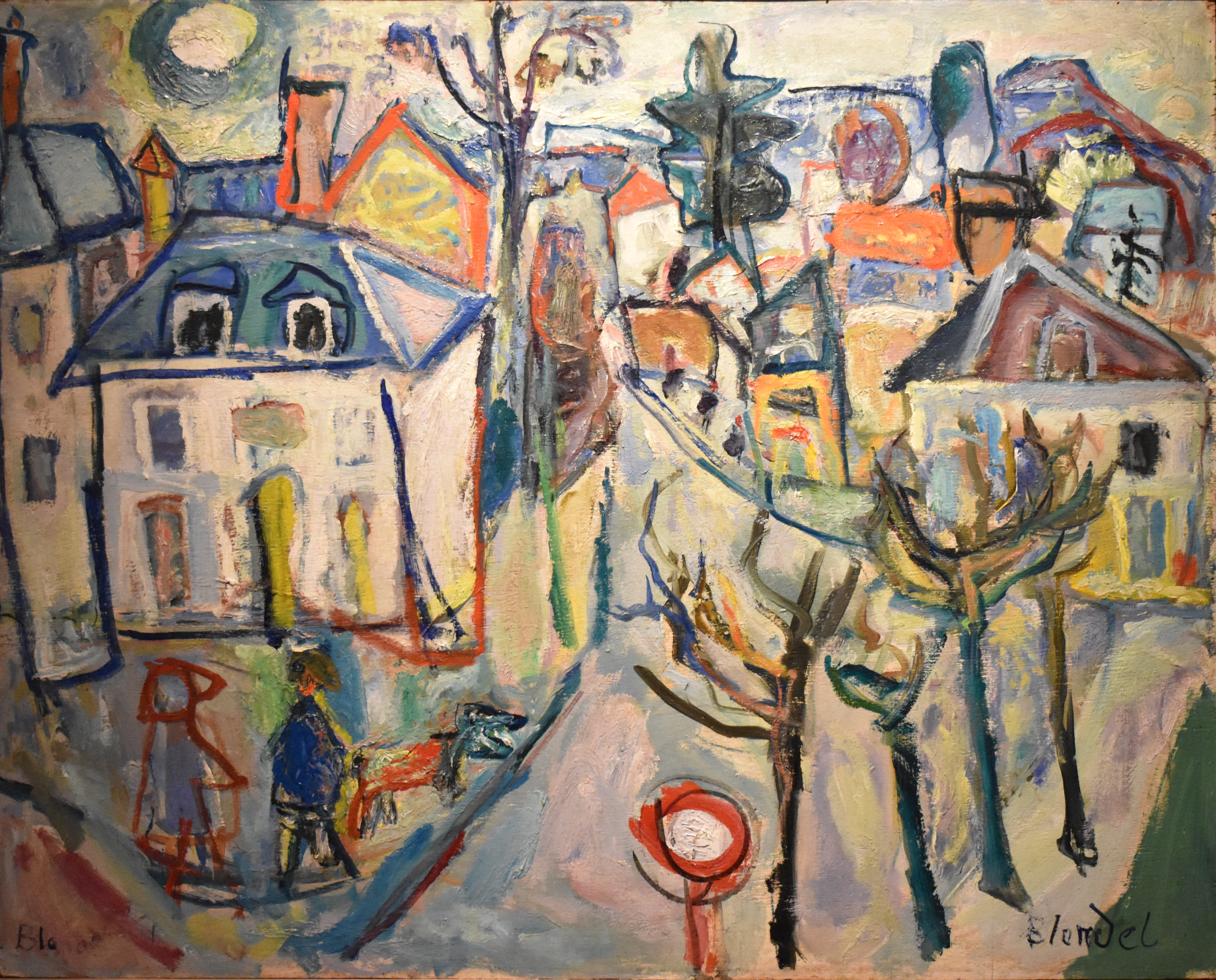
Soleil couchant sur la poste des sceaux
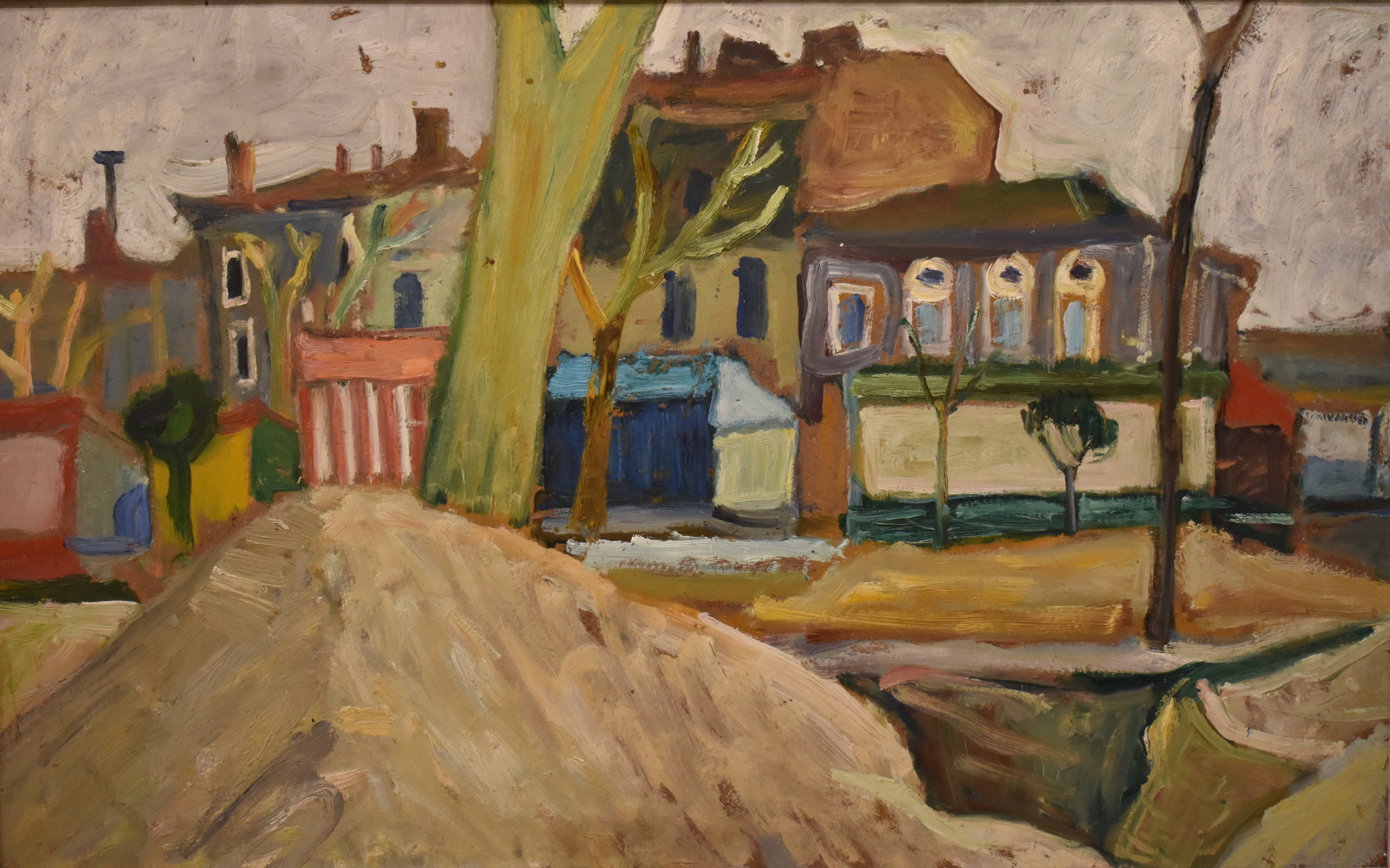
Boulevard Roumens, Carcassonne
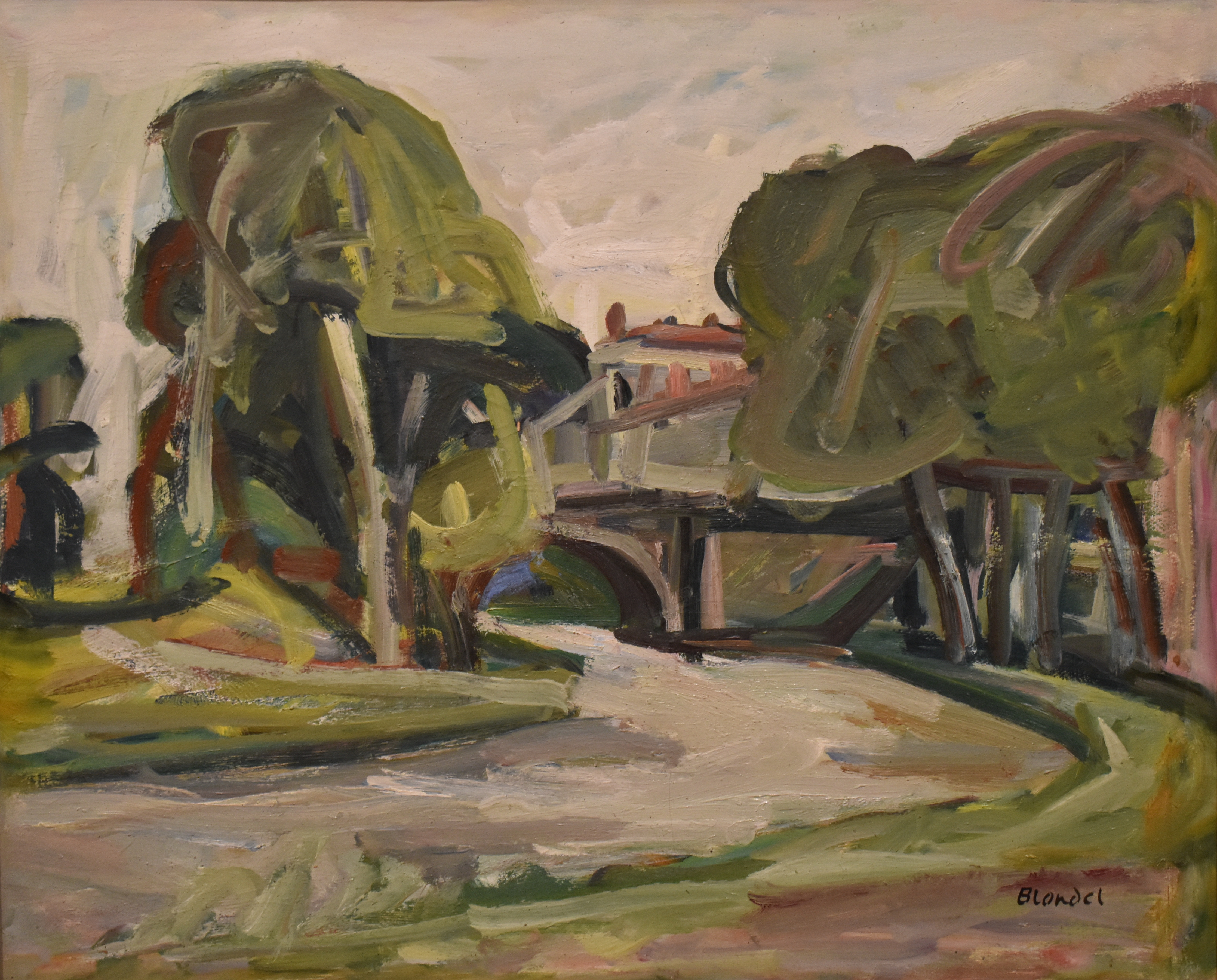
Canal du Midi à Carcassonne
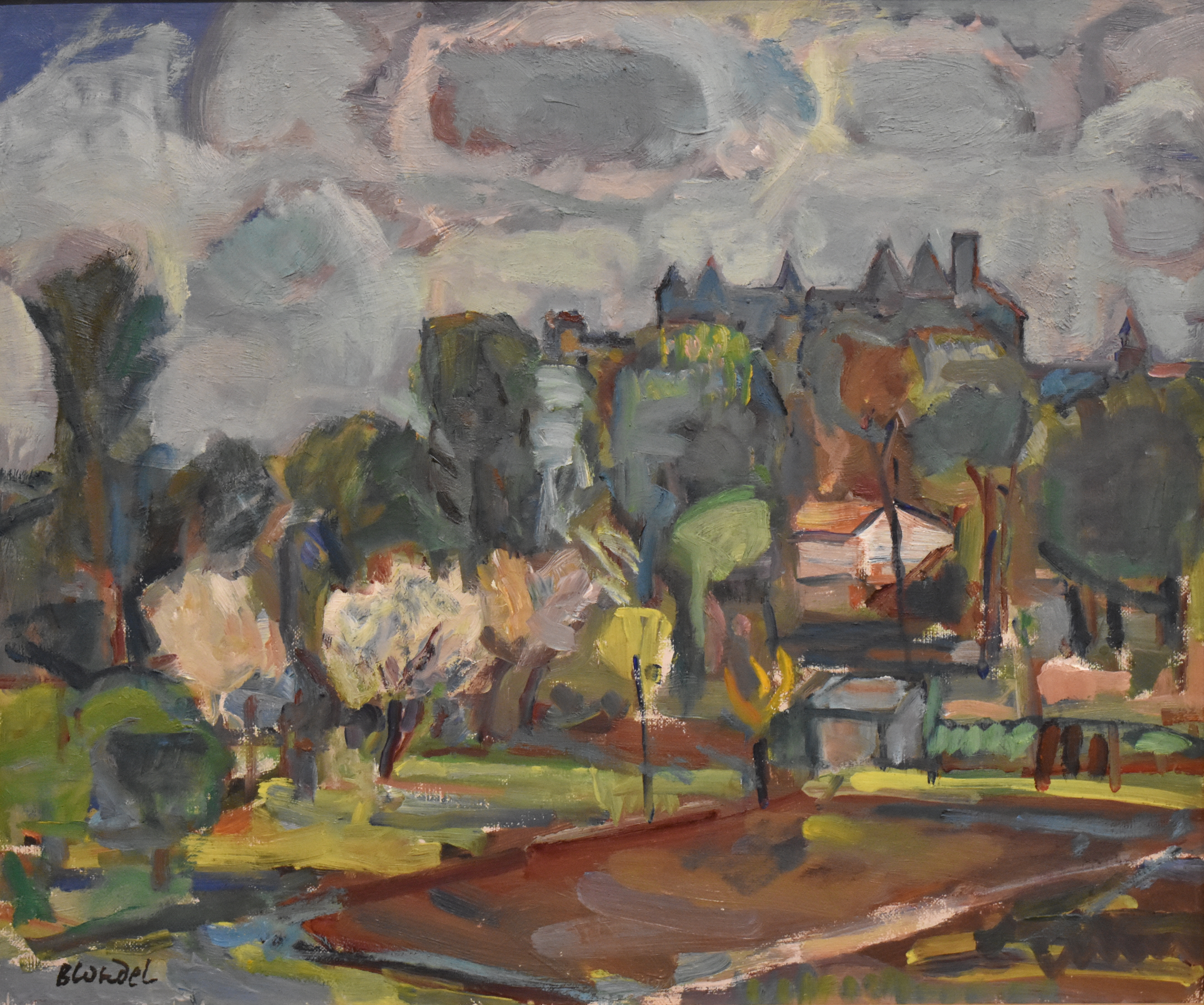
Cité de Carcassonne